# Labor de Rey
Labor de Rey es un despoblado del municipio de Santa Colomba de Somoza, en la comarca de la Maragatería perteneciente a la Provincia de León (comunidad autónoma de Castilla y León, España).

## Localización
Está situado ya en aguas vertientes al Bierzo y es un anejo al pueblo también abandonado de Manjarín. Desde siempre ha formado parte del Arciprestazgo de la Somoza y en Manjarín funcionó un Hospital de peregrinos, que pertenecía al concejo de Andiñuela.[cita requerida]
El acceso a este pueblo no se puede realizar en automóvil, pues no existe carretera ni camino apropiado para ello. Desde la antigua base militar sale un camino bueno para ir a pie, que en aproximadamente 20 minutos nos acerca al pueblo. Actualmente se ha restaurado el antiguo camino que desde el pueblo de Manjarín lleva hasta Labor del Rey, y se podría bajar con "todo-terreno", si bien está "cerrado" con un cable, probablemente por la autoridad forestal. 
No queda ninguna edificación con tejado, solamente el antiguo camino de ronda del campanario tiene un tejado a un agua. La iglesia está totalmente arruinada, únicamente quedan en pie las paredes y la espadaña , y algunos vanos de las antiguas viviendas han sido tapiados. Es aún notable el espacio que ocupa el cementerio, usado por última vez en la década de 1960. El pueblo se asienta sobre un abruptísimo espacio. Los restos de las casas y otras edificaciones muestran restos de tejado cubierto en losa y los tabiques son de piedra.